# 1652 en arts plastiques
| Années des arts plastiques : 1649 - 1650 - 1651 - 1652 - 1653 - 1654 - 1655    |
| Décennies des arts plastiques : 1620 - 1630 - 1640 - 1650 - 1660 - 1670 - 1680 |

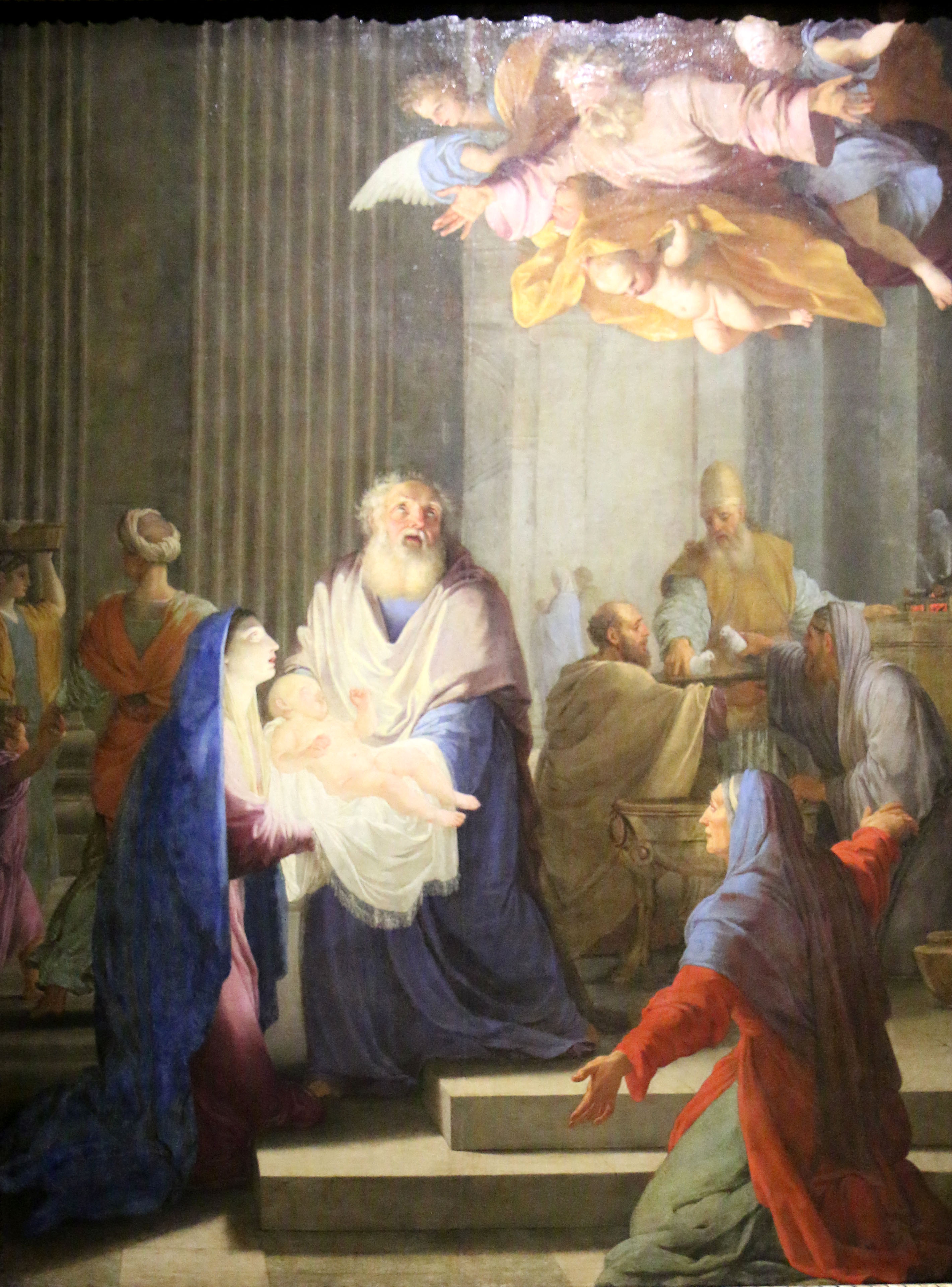
Présentation au Temple, toile de Le Sueur.

Cette page concerne l'année 1652 en arts plastiques.

## Naissances
- 17 janvier : Claude Guy Hallé, peintre français († 5 novembre 1736),
- 13 février : Anton Domenico Gabbiani, peintre italien du baroque tardif de l'école florentine († 22 novembre 1726),
- 29 octobre : Jan Wyck, peintre néerlandais († 17 mai 1702),
- 3 novembre : Robert Bonnart, peintre et graveur français († 17 juin 1733),
- ? :
  - Andrea Belvedere, peintre italien († 1732),
  - Cornelis Boumeester, peintre et faïencier hollandais († 9 novembre 1733),
  - Cornelis de Bruijn, graveur, peintre, voyageur et écrivain néerlandais († vers 1727),
  - Marcantonio Chiarini, architecte et peintre baroque italien († 1730),
  - Louis Counet,  peintre liégeois († 5 août 1721),
  - Nicolas Dorigny, peintre et graveur français († 1746),
  - Domenico Tempesti, graveur et peintre baroque italien de l'école florentine († vers 1718),
- Vers 1652 :
- Elias van den Broeck, peintre de natures mortes néerlandais († 6 février 1708).

## Décès
- 30 janvier : Georges de La Tour, peintre français (° 14 mars 1593),
- 26 février : David Kindt, peintre allemand (° 1580).
- 28 août : Benjamin Gerritsz Cuyp, peintre néerlandais (° décembre 1612),
- 2 septembre : Jusepe de Ribera, peintre et graveur espagnol (° 12 janvier 1591),
- 25 septembre : Jan Treck, peintre néerlandais (° 1606),
- 1er octobre : Jan Asselyn, peintre et dessinateur néerlandais (° vers 1610),
- ? octobre : Gerrit Willemsz Horst, peintre néerlandais (° vers 1612),
- 28 novembre : Bartholomeus van Bassen, peintre, illustrateur et architecte néerlandais (° vers 1590),
- ? :
  - Chen Hongshou, peintre de genre chinois (° 1598),
  - Simon Kick, peintre néerlandais (° 1603),
  - Jan Aertsen Marienhof, peintre néerlandais (° 1626),
  - Elias Vonck, peintre hollandais (° 1605).